# Chloroclystis alpnista
Chloroclystis alpnista är en fjärilsart som beskrevs av Turner 1907. Chloroclystis alpnista ingår i släktet Chloroclystis och familjen mätare. Inga underarter finns listade i Catalogue of Life.